# Cosmoscarta discrepans
Cosmoscarta discrepans är en insektsart som först beskrevs av Walker 1857.  Cosmoscarta discrepans ingår i släktet Cosmoscarta och familjen spottstritar. Inga underarter finns listade i Catalogue of Life.